# Едвин Джеси
Едвин Джеси (на нидерландски: Edwin Oppong Anane-Gyasi) е холандски футболист от ганайски произход (има и ганайско гражданство), нападател, крило, национален състезател на Гана.

## Кратка биография
Джаси е роден в Холандия, в семейството на преселници от Гана. Юноша е на АФК Амстердам и АЗ Алкмар. Играл е за холандските тимове на АЗ Алкмар, Телстар, Де Граафсхап, ФК Твенте, ФК Хераклес, Рода Керкраде и ФК Олесунс от Норвегия.
Приема да играе за Националния отбор по футбол на Гана, като прави своя дебют на 5 септември 2017 година в двубой от квалификациите за световно първенство 2018 година, срещу Конго, завършил 5-1.